# Clara Goessen
Clara Goessen (Straatsburg, ? – Antwerpen, 22 augustus 1603) was de laatste veroordeelde in een reeks heksenprocessen te Antwerpen die begonnen in 1541. Haar vijftien voorgang(st)ers werden ofwel vrijgesproken, op bedevaart gestuurd of gebrandmerkt, doch zij was de eerste en tevens de laatste die op de brandstapel terechtkwam.

## Historiek
Goessen kwam als vluchtelinge vanuit Straatsburg naar Antwerpen waar zij het beroep van ‘ledighe vrouwe’ of sekswerkster uitoefende. Vermoedelijk werd zij door collega’s als heks bij de Antwerpse schout – Hendrik van Varick - aangeklaagd.
Daarop werd zij naar de Antwerpse gevangenis - het Steen – gebracht waar ze, ontdaan van alle kledingstukken, onderzocht werd op de aanwezigheid van duivelsmerken (stigma diabolicum) zijnde wratten, of andere tekens die niet bloedden of pijn veroorzaakten bij het prikken met een naald. Daar zij in haar onschuld bleef volhouden volgde hierop de tortuur of ‘scherpe examinatie’.
Hierop legde zij bekentenissen af. Zij verklaarde seks (gebouleerd) gehad te hebben met de duivel die onder de vorm van een bok aan haar verschenen was. Dat zij een getekend bloedpact met hem zou hebben afgesloten en dat zij zich op een stok, ingesmeerd met een zalf naar de heksenbijeenkomsten was gevlogen die zowel in Lembeke als Nieuwpoort hadden plaatsgevonden.
Volgens de Antwerpse rechtspraak, ook costuymen genoemd, diende Goessen haar verklaring in open lucht aan de blauwe steen te herhalen. Haar ‘confessien’ of bekentenissen werden door de ‘vierschare openbaerlyck gelesen’ en Clara Goessen eindigde op de brandstapel. Deze steen bevindt zich nog steeds op het binnenpleintje van het Steen.
Op 22 augustus 1603 werd het vonnis door de Antwerpse vierschaar uitgesproken en uitgevoerd door de Antwerpse beul Henrie van de Berghe. Als genade werd zij eerst gewurgd alvorens zij verbrand werd.

## Straatnaam
Tijdens archiefonderzoek voor een wandeling over heksen en ketters ontdekte stadsgids en auteur Walter Clement dat Clara Goessen de enige persoon was die in Antwerpen wegens hekserij werd verbrand. Hij stelde een dossier samen voor de Antwerpse straatnamencommissie om haar naam toe te kennen aan een nieuwe straat en kreeg na veel inspanningen in oktober 2022 bevestiging dat haar naam toegevoegd was op de reservelijst voor straatnamen. Op 2 juni 2025 besliste het districtcollege van Antwerpen om de nieuwe verbinding tussen de Repenstraat en de Kuipersstraat (nabij het Vleeshuis) de Clara Goessensplaats te noemen. Met dit plein kreeg Clara Goessen postuum een symbolische erkenning in de stad waar ze ooit vervolgd werd.

## Boek
Op 5 januari 2024 verscheen het boek "Ik Clara, mijn verhaal: de eigenzinnige, zelfstandige Antwerpse heks en sekswerkster" van Walter Clement, over het leven van Clara Goessen in de vorm van een fictief dagboek verteld door een monnik.
Walter Clement zet zich actief in voor het eerherstel van slachtoffers van heksenvervolging. Naast het boek over Clara Goessen schreef Clement ook enkele stadsgidsen over Antwerpen en geeft hij voordrachten over de middeleeuwse maatschappij met bijzondere aandacht voor de onderdrukking van de vrouw en de heksenjachten.